# Пхонтхонг

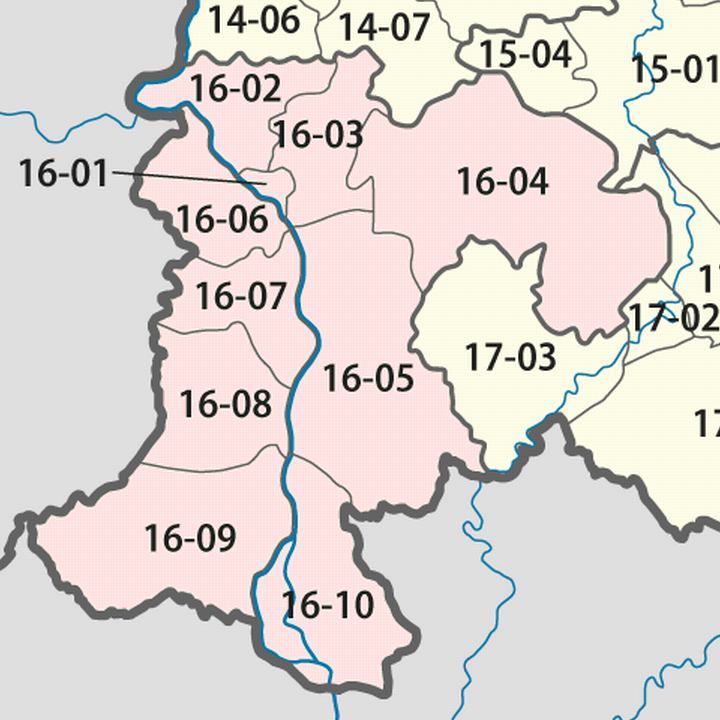
Число 16-06

Пхонтхонг — один з районів (лаос. ເມືອງ муанг) провінції Тямпасак, Лаос.